# Monopolygeld

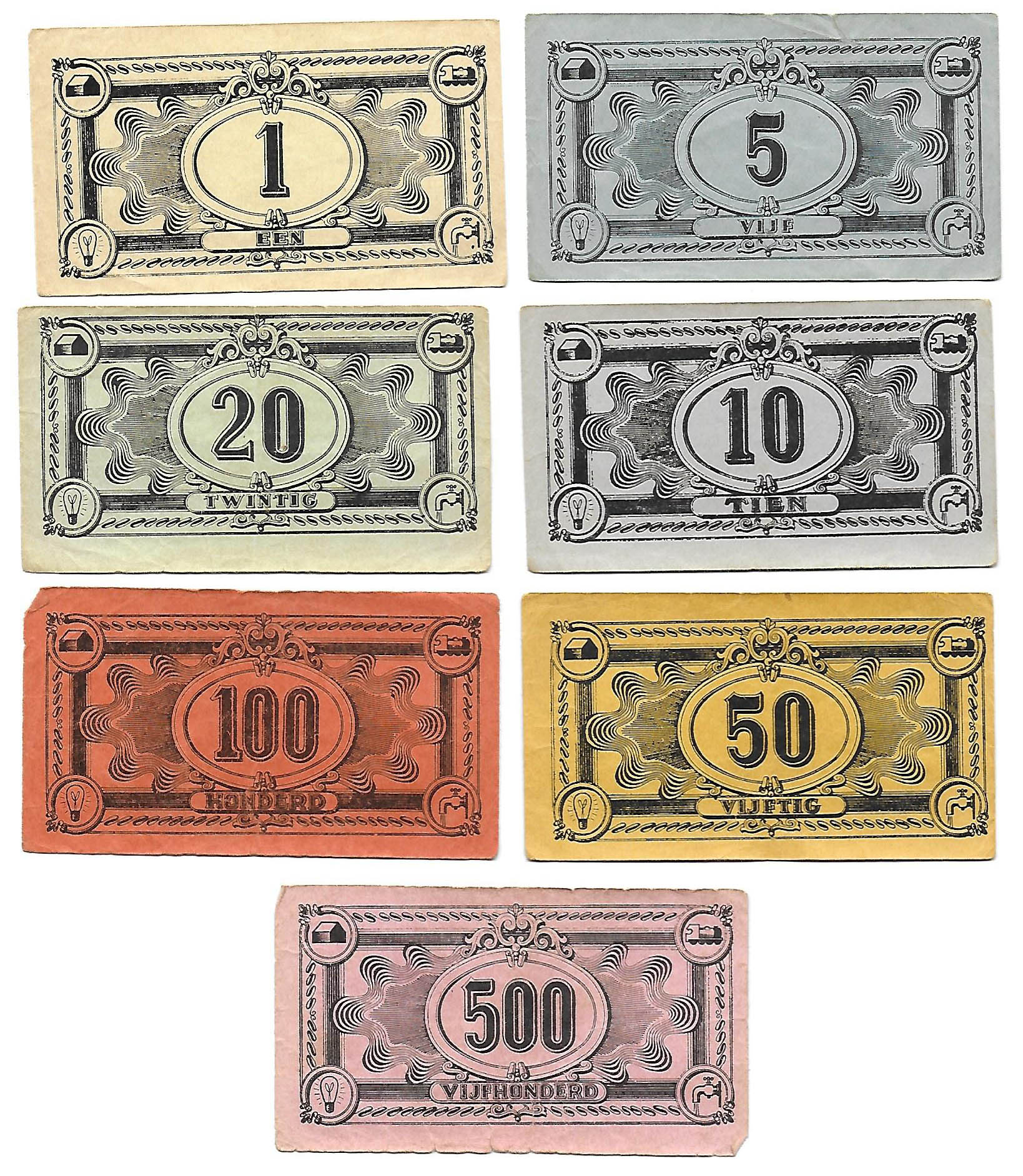
Monopolygeld (oudere variant)

Monopolygeld is het speelgeld dat in het Monopolyspel wordt gebruikt. Ook wordt soms de term gebruikt om te verwijzen naar geld dat niets waard is in het dagelijks leven, of geld dat vrolijk bedrukt is.

## Achtergrond
In het originele Monopolyspel bestaat een bank, die door een der spelers wordt beheerd. Deze bank heeft geld in de vorm van 'bankbiljetten' (eenzijdig bedrukte papieren briefjes) met een waardeaanduiding, oplopend met denominaties van:
| Waarde | Klassieke uitgave                |             | Europa-editie         | Aantal per speler, bij aanvang |
| ------ | -------------------------------- | ----------- | --------------------- | ------------------------------ |
| 1      | geel                             | wit         | geen biljet maar munt | 5                              |
| 5      | blauw                            | roze        | blauwpaars            | 7                              |
| 10     | wit                              | geel        | rood                  | 13                             |
| 20     | groen                            | groen       | blauw                 | 3                              |
| 50     | paars                            | blauw       | oranje                | 4                              |
| 100    | oranje                           | beige/bruin | groen                 | 6                              |
| 500    | rood (of wit met rood opschrift) | oranje      | roodpaars             | 1                              |

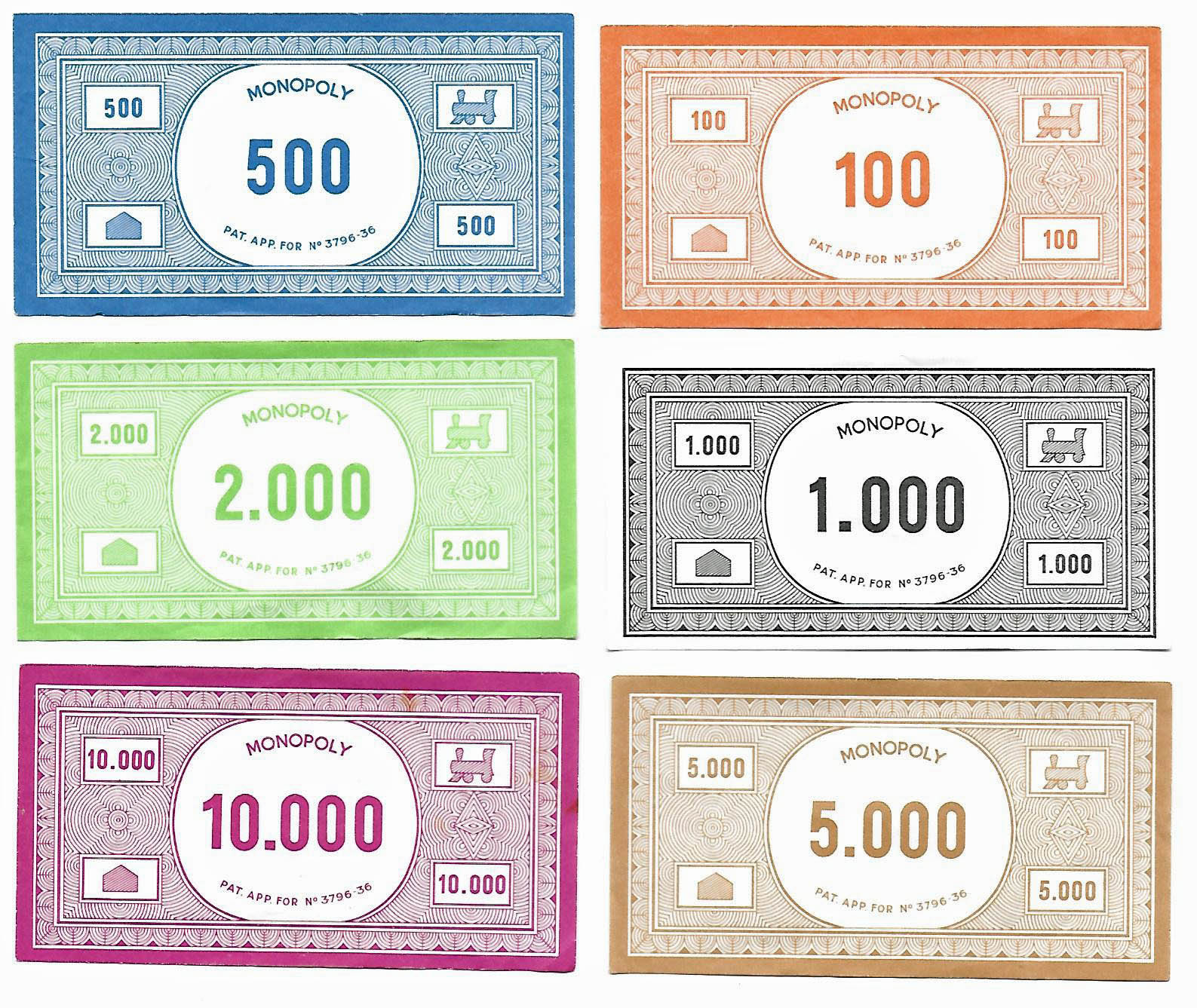
Monopolygeld (latere variant)

Op de biljetten stond naast het getal voor de waarde ook een huisje (vanwege het spelkarakter waarbij men met straten, huizen en hotels handelt) en een locomotief (vanwege de vier stations) afgebeeld.
Per (land-)editie van het spel worden soms op het speelbord en de kaartjes bij het spel valutatekens van bestaande munteenheden als gulden, euro of dollar aangegeven. Bij de meeste (nieuwere) versies wordt op de biljetten zelf geen valuta-aanduiding vermeld.

## Gebruik in het spel
Bij aanvang van het spel ontvangt elke speler een afgemeten hoeveelheid van elk van deze 'bankbiljetten' voor gebruik in het spel. Het 'geld' kan gebruikt worden voor:
- betalen: aan andere spelers, of afhankelijk van de kans- en Algemeen Fondskaarten aan de bank. Ook kunnen er huizen en hotels en straten mee gekocht worden. Soms landt men op de waterleidingmaatschappij of het elektriciteitsbedrijf, en moet men ook betalen. Daarnaast kan men betalen om uit de gevangenis te geraken.
- betaald worden: Men ontvangt van de bank salaris wanneer men langs start (in de Nederlandse versie ook wel 'af' genoemd) komt. Ook kan men van andere spelers geld ontvangen (huur, verkopen van straten). Er zijn ook kans- en algemeen fondskaarten die de speler geld opleveren.

Op de kaartjes die de eigendom van straten en stations weergeven staan de prijzen vermeld, zoals huur onbebouwd, en huur bebouwd. Ook staat er aangegeven op het kaartje wat de kostprijs van de straat is en wat de straat aan 'hypotheek' kan opleveren.
Men kan van de bank geld lenen in de vorm van een 'hypotheek'. Dat kan alleen op individuele straten in een onbebouwde serie straten van dezelfde plaats. De rente die men betaalt bij 'aflossing' is 10%. Huizen op bebouwde straten die aan de bank worden verkocht leveren 50% van de originele waarde op. Indien men 'in de gevangenis' belandt kan men onder voorwaarden zich weer 'vrij' kopen.
In de officiële spelregels staat dat spelers elkaar geen geld mogen lenen. De speler die geen geld meer heeft verliest. De speler die aan het einde het meeste geld heeft is winnaar.

## Waarde
Monopolygeld is geen wettig betaalmiddel. Geld van oudere monopoly-edities heeft echter wel verzamelwaarde gekregen.
Er zijn exclusieve uitgaven van het spel waarbij echt geld wordt geleverd, natuurlijk voor een hoge aanschafprijs.
De bank kan nieuw geld uitgeven als er een tekort aan geld is ontstaan.

## Overdrachtelijk
In overdrachtelijke zin wordt de term monopolygeld op twee manieren gebruikt:
- Geld dat in de praktijk bijna niets waard is (munteenheden die door grote inflatie bijna waardeloos zijn, zoals de voormalige Italiaanse lire of Chinese renminbi ooit voor westerlingen)
- Geld dat in vrolijke of felle kleuren is gedrukt. De laatste bankbiljetten in Nederlandse gulden, voor de invoering van de euro, was van redelijk felle kleurtjes voorzien en werd daarom weleens als monopolygeld aangeduid.